# Großthiemig
Großthiemig é um município da Alemanha, situado no distrito de Elbe-Elster, no estado de Brandemburgo. Tem 20,10 km² de área, e sua população em 2019 foi estimada em 1.044 habitantes.